# Klokken 5
Klokken 5 var navnet på Social-Demokratens eftermiddagsblad, der udkom i tidsrummet fra 1918 til 1930. 
Ifølge avisens første udgivelse den 16. oktober 1918 refererede avisens titel til det tidspunkt om eftermiddagen, hvor avisen skulle udkomme og forhandles på. På lederplads skrev avisen, at den henvendte sig til den københavnske arbejder- og middelstand, og at avisen skulle bedømmes som et folkeligt og mindre aftenblad. Avisen så det som sin opgave at bringe dagens seneste nyheder samt en blanding af politisk og socialt stof. Avisen så det ikke som sin opgave at overflødiggøre Social-Demokraten. I netop Social-Demokraten blev lanceringen af Klokken 5 beskrevet den 17. oktober: "Det nye blad sprang kækt lige på hovedet ind i strømmen. Uden falmende forberedelser, klar over mål og midler, trådte det frem for publikum – og sejrede."
Redaktørerne var Hans Nielsen, H.P. Sørensen og fra 11. april 1924 frem til avisens lukning Kristian Krater. Første nummer udkom 16. oktober 1918, og sidste nummer 30. september 1930.